# NCSM Saguenay (D79)
Pour les autres navires du même nom, voir NCSM Saguenay.
Pour les articles homonymes, voir D79.
Le NCSM Saguenay (D79) est un destroyer de la classe River de la Marine royale canadienne des Forces canadiennes, issu de la classe A britannique.
Il fut en service du 21 mai 1931 jusqu'en juillet 1945. Il s'agit de l'un des deux navires de la classe River spécifiquement construit pour le Canada par la John I. Thornycroft & Company de Southampton en Angleterre. Son numéro de fanion fut changé de D79 à I79 en 1940. Il prit part à la Seconde Guerre mondiale.

## Historique
Le 23 octobre 1939, il intercepte avec le croiseur HMS Orion le tanker allemand Emmy Friedrich.

### Escorte des convois HX
Il participe à l'escorte de plusieurs convois HX.
| Date           | Convois escorté                      |
| -------------- | ------------------------------------ |
| Septembre 1939 | convoi HX 1                          |
| Décembre 1939  | convois HX 12, HX 13 et HX 14        |
| Janvier 1940   | convois HX 16 et HX 18               |
| Février 1940   | convois HX 19 et HX 21               |
| Mars 1940      | convois HX 24, HX 26, HX 28 et HX 30 |
| Avril 1940     | convois HX 32, HX 34, HX 36 et HX 38 |
| Mai 1940       | convois HX 40, HX 44, HX 45 et HX 46 |
| Juin 1940      | convois HX 47, HX 48, HX 49 et HX 50 |

## Annexe